# Neue Welle Bayern
Die Neue Welle Bayern war ein privater Rundfunkanbieter der ersten Stunde in Bayern. Sie ging offiziell am 1. April 1984 im Kabelpilotprojekt München zusammen mit Radio M1, Radio Aktiv und Radio Xanadu auf Sendung. Bei der Neuen Welle Bayern hatte man vor, Privatradio für München mit umfassenden journalistischen Inhalten zu präsentieren. Senderchef war Tony Schwaegerl, der zuvor Mitarbeiter des Bayerischen Rundfunks gewesen war. Das Programm überdauerte in dieser Form nur die Pilotphase und erhielt anschließend Sendezeit auf einer UKW-Splitting-Frequenz, die Neue Welle Bayern kam zusammen mit Radio 1 auf die Frequenz UKW 89,0. Das Splitting auf der Frequenz UKW 89,0 wurde 1986 bereinigt. Die Neue Welle Bayern ging als Mitgesellschafter im Programm von Radio Charivari auf.